# Demon salsy
Demon salsy (ang. Cuban Fury) – brytyjska komedia z 2014 roku wyreżyserowana przez Jamesa Griffithsa. Wyprodukowana przez StudioCanal. Role główne w filmach zagrali Nick Frost, Rashida Jones i Chris O’Dowd.
Premiera filmu miała miejsce 13 lutego 2014 w Wielkiej Brytanii.

## Fabuła
Przed dwudziestopięcioma laty Bruce (Nick Frost) był mistrzem salsy juniorów w Wielkiej Brytanii. Dziś ma nadwagę i masę kompleksów. Nudne życie mężczyzny zmienia się pod wpływem nowej szefowej, miłośniczki salsy Julii (Rashida Jones). Aby zdobyć jej uwagę, mężczyzna postanawia odnaleźć w sobie dawną pasję i zostać królem parkietu.

## Produkcja
Zdjęcia do filmu kręcono w Londynie w Anglii w Wielkiej Brytanii.

## Obsada
Źródło: Filmweb
- Nick Frost jako Bruce
  - Ben Radcliffe jako młody Bruce
- Rashida Jones jako Julia
- Chris O’Dowd jako Drew
- Olivia Colman jako Sam
- Ian McShane jako Ron Parfait
- Wendi McLendon-Covey jako Carly
- Rory Kinnear jako Gary
- Kayvan Novak jako Bejan
- Alexandra Roach jako Helen
- Tim Plester jako Mickey
- Liz Cackowski jako Paula

i inni

## Odbiór
Film otrzymał pozytywne recenzje od krytyków. Magazyn Rotten Tomatoes przyznał filmowi ocenę 51%, natomiast Metacritic otrzymał za film 52 ze 100 punktów.

### Nagrody i nominacje
Źródło: Filmweb
| Rok  | Miejsce                           | Nagroda            | Kategoria              | Odbiorcy i nominowani | Wynik   |
| ---- | --------------------------------- | ------------------ | ---------------------- | --------------------- | ------- |
| 2014 | Światowa Akademia Muzyki Filmowej | World Summit Award | Muzyczne odkrycie roku | Daniel Pemberton      | Wygrana |